# John Fielding

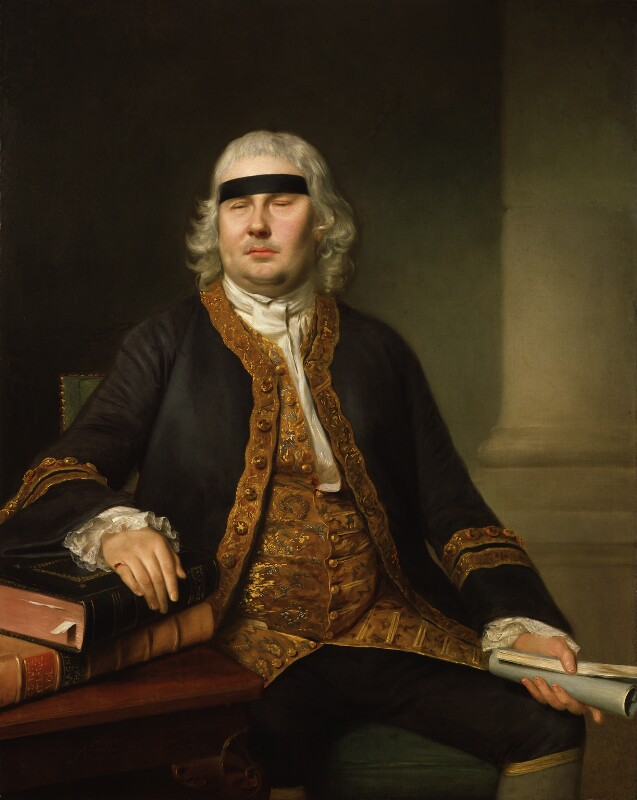
Sir John Fielding, 1762

Sir John Fielding (* 1721 in London; † 4. September 1780 ebenda) war ein britischer Richter, der durch seine Blindheit und seine sozialen Reformen bekannt wurde.

## Leben
John Fielding stammte aus der Familie der Earls of Denbigh. Sein Vater war Colonel Edmund Fielding, der mit Auszeichnung unter Marlborough gekämpft hatte. Sein älterer Halbbruder war der Richter und Schriftsteller Henry Fielding, seine ältere Halbschwester die Schriftstellerin und Übersetzerin Sarah Fielding.
Im Alter von 19 Jahren erblindete Fielding infolge eines Unfalls bei der Navy. Doch dieses Leiden hinderte Fielding nicht daran, ein eigenes Geschäft zu eröffnen. Das Universal Register Office diente gleichermaßen als Reisebüro, Informationsdienst und Immobilienbüro. Während Fielding auf diese Weise seinen Lebensunterhalt verdiente, absolvierte er mit Hilfe seines Bruders Henry ein Jurastudium in London.
1750 wurde er zum Assistenten Henrys, der als Friedensrichter begonnen hatte, Maßnahmen gegen Verbrechen und soziale Missstände zu ergreifen. Gemeinsam mit John richtete er die erste professionelle Polizeitruppe Englands ein. Die Bow Street Runners, benannt nach der Bow Street, in der Henrys Büro lag, leisteten ihren Dienst nicht länger in Wachstuben wie die Wachmänner, sondern patrouillierten durch die Straßen. Zudem gaben die Fieldings mit der Police Gazette die ersten regelmäßigen Polizeiberichte heraus, die Steckbriefe der Kriminellen sowie die Angabe einer etwaigen Belohnung enthielten. Auf diese Weise gelang es ihnen, die Zahl der Verbrechen deutlich zu senken.
Nach Henrys Tod 1754 wurde John selbst zum Richter ernannt. Der Magistrat, den er damit bekleidete, vereinigte dabei die Position eines Richters mit der des Chief of the Metropolitan Police. Er führte die erste berittene Polizeipatrouille Londons ein ging konsequent gegen Verbrechen und Korruption vor. Lediglich jugendlichen Kriminellen gegenüber zeigte er Nachsicht und setzte sich für deren Resozialisierung ein. Als Präventivmaßnahme ließ er zudem in den ärmeren Wohngegenden Schulen einrichten, um den Kindern einen Lebensweg außerhalb von Kriminalität und Prostitution zu ermöglichen. Aufgrund seiner Blindheit galt John Fielding als Personifizierung der Justitia und wurde bereits von seinen Zeitgenossen The Blind Beak of Bow Street genannt. Legenden zufolge konnte er über 3000 Kriminelle an ihren Stimmen unterscheiden.
1761 wurde Fielding für seine Verdienste zum Knight Bachelor geschlagen. Sir John Fielding starb am 4. September 1780 in Brompton Place, London.

## Nachwirkung
Die Person des blinden Richters Fielding hat sowohl literarisch als auch filmisch eine starke Rezeption erfahren.

Der US-amerikanische Schriftsteller Bruce Alexander Cook (1932–2003) schrieb unter dem Pseudonym Bruce Alexander seit 1994 (Blind Justice) elf Kriminalromane mit Sir John Fielding in der Hauptrolle.

In Lawrence Norfolks „Lemprière's Wörterbuch“ spielt Sir John Fielding ebenfalls eine wichtige Rolle.
1984/1985 wurde zudem unter der Regie von Vojtěch Jasný eine ARD-Vorabendserie unter dem Titel Der blinde Richter gedreht, in der Franz-Josef Steffens Sir John Fielding verkörperte.